# Tolkuse raba
Tolkuse raba (Tolkuse mosse) är en mosse i Häädemeeste kommun i landskapet Pärnumaa i sydvästra Estland. Den ligger cirka 140 kilometer söder om huvudstaden Tallinn. Genom ån Rannametsa jõgi utdikning i samband med byggandet av Timmkanal avskildes Tolkuse raba från dess södra del som benämns Maasika raba.